# Donald Keene
Donald Lawrence Keene (japanska: キーン・ドナルド), född 18 juni 1922 i Brooklyn i New York, död 24 februari 2019 i Tokyo, var en amerikanskfödd japansk litteraturvetare, japanolog, översättare och författare. Han var professor emeritus i japansk litteratur vid Columbia University. Efter jordbävningen och tsunamin 2011 flyttade han permanent till Japan i sympati och blev medborgare.

## Biografi
Donald Keene föddes år 1922 i New York. Hans intresse för japansk litteratur började med att han som 18-åring läste en engelsk översättning av Berättelsen om Genji när han studerade vid Columbia University. Trots att Keene var pacifist utbildade han sig till japanskspråkig tolk och underrättelseofficer i USA:s flotta under andra världskriget. Det var kort efter kriget, december 1945, som han för första gången besökte Japan.
Efter kriget fortsatte Keene sina studier vid Columbia, där han tog masterexamen 1947. Han fortsatte därefter vid Harvard och Cambridge, där han blev vän med Arthur Waley som översatt bland annat Berättelsen om Genji. År 1953 återvände Keene till Japan för att studera vid Kyoto universitet. Vid denna tid lärde han känna flera japanska författare, bland andra Yukio Mishima, Kenzaburo Oe och Junichiro Tanizaki. Det var även under tiden i Kyoto som Keene tillsammans med författaren Yasunari Kawabata och andra publicerade två antologier med översättningar av japansk litteratur. År 1955 flyttade han tillbaka till New York, där han 1960 blev professor vid Columbia. Han hade stor del i att utveckla Columbias institut för östasiatiska språk och kulturer och föreläste om japansk litteratur och kulturhistoria i flera årtionden. Keene publicerade ett stort antal böcker under sin karriär, bland annat en japansk litteraturhistoria i flera volymer under två decennier. Han utförde även en biografi över Meijikejsaren, samt översättningar av bland andra Kenko, Basho och Chikamatsu, och av sagor, No-pjäser, och modern litteratur.
Efter jordbävningen och tsunamin i Tohoku samt kärnkraftsolyckan i Fukushima 2011 flyttade Keene, under en tid när många andra flyttade därifrån ,permanent till Japan, där han tillbringat mycket tid och ägt en lägenhet i Kita sedan tidigare. Han erhöll japanskt medborgarskap året efter och accepterades in i det japanska samhället. Samma år adopterade han även shamisen-musikern Seiki Uehara som sin son och arvinge. År 2019 avled han av hjärtstillestånd på ett sjukhus i Tokyo, 96 år gammal.

## Priser och utmärkelser
- Uppgående solens orden, 3:e klass (1975)
- Uppgående solens orden, 2:a klass (1993)
- Person med särskilda kulturella förtjänster (2002)
- Kulturorden (som första icke-japan) (2008)